# 花皮胶藤
花皮胶藤（学名：Ecdysanthera utilis），又名乳藤，为夹竹桃科花皮胶藤属下的一种木质藤本，含有乳汁。其叶对生，聚伞花序。其皮可入药，有祛风通络、活血消肿的功效。